# Batalla del Crimís
La batalla del Crimís (grec antic: Κριμισός, Krimisós) va ser una batalla lliurada el 339 aC durant la Guerra de Sicília (600 aC-265 aC) en la qual un exèrcit de Siracusa comandat per Timoleont va atacar per sorpresa les tropes cartagineses d'Hàsdrubal i Hamílcar situades vora del riu Crimís, un riu secundari de Sicília a la vora de la població de Segesta.

## Nom
Originalment es pensava que el riu Crimís, situat a l'oest de Sicília, era l'actual riu Belice, però recentment s'ha identificat amb l'actual riu Freddo.
D'acod amb la mitologia grega, Crimís (o Crinís, segons Virgili i Higí) (en grec antic: Κριμισός) va ser una divinitat fluvial de Sicília. Podia transformar-se en os o en gos, segons de la versió. S'aparellà amb la troiana Egesta, filla d'Hípotes, i va ser pare d'Acestes, fundador de la ciutat de Segesta.
El riu tenia certa importància estratègica, situat a la part de l'illa de Sicília dominada per l'Imperi cartaginès. Durant la batalla el riu baixava molt degut a les pluges dels dies anteriors, el que va contribuir a la derrota cartaginesa.

## Desenvolupament
Cartago havia intentat impedir l'arribada de Timoleont a Sicília, on havia estat convidat pels ciutadans de Siracusa per deposar els tirans grecs i restaurar la democràcia i l'ordre. Després d'alliberar la mateixa Siracusa, Timoleont va enviar els seus mercenaris a atacar el territori cartaginès a l'oest de Sicília. Cartago ja havia reunit un gran exèrcit, que es desplaçava cap a Siracusa en resposta a les incursions.
Molt superat en nombre, Timoleont va atacar l'exèrcit cartaginès mentre travessava el riu Crimís. Els cartaginesos van resistir l'assalt inicial, però una tempesta, que va començar durant la batalla, va funcionar a favor dels grecs. Quan el primer rang de l'exèrcit cartaginès va ser derrotat, tot l'exèrcit va caure a continuació Els grecs van matar o capturar molts dels que fugien, i Cartago va perdre un gran nombre dels seus ciutadans més rics a la batalla.

## Conseqüències
La derrota de l'exèrcit cartaginès amb més de setanta mil homes va assegurar la tranquil·litat de les colònies gregues per molt temps. Les poblacions gregues de Sicília es van recuperar fins que una altra guerra entre Siracusa i Cartago va esclatar després de la mort de Timoleont, poc després que Agàtocles prengués el poder l'any 317 aC.